# NASA X-38
X-38 Crew Return Vehicle (CRV) là một mẫu thử phương tiện bay thân nâng không cánh có khả năng trở lại Trái Đất, được sử dụng làm phương tiện mang phi hành đoàn trở về cho Trạm vũ trụ quốc tế (ISS).

## Tính năng kỹ chiến thuật